# South Pacific (nhạc kịch)
South Pacific (tạm dịch: Nam Thái Bình Dương) là một vở nhạc kịch do Richard Rodgers sáng tác, với lời của Oscar Hammerstein II và kịch bản của Hammerstein và Joshua Logan. Vở nhạc kịch ra mắt khán giả năm 1949 tại Broadway và ngay lập tức trở thành một sự kiện, được biểu diễn 1.925 lần. Câu chuyện phỏng theo tác phẩm đoạt giải Pulitzer năm 1947 của James A. Michener với tựa đề Tales of the South Pacific (Những câu chuyện từ Nam Thái Bình Dương), và gộp lại nội dung từ vài câu chuyện. Rodgers và Hammerstein tin rằng họ có thể viết một vở nhạc kịch thành công về mặt thương mại và đồng thời gởi đến một thông điệp cấp tiến về phân biệt chủng tộc.
Câu chuyện kể về một cô y tá người Mỹ ở một trạm trên một đảo ở Nam Thái Bình Dương trong Chiến tranh thế giới thứ hai đã yêu một ông chủ đồn điền người Pháp ở tuổi trung niên nhưng gặp khó khăn chấp nhận được những người con lai của ông. Một mối tình thứ nhì xảy ra giữa một chàng đại úy hải quân người Mỹ và một cô gái Bắc Kỳ (người chân đăng), nói về sự sợ hãi của anh đối với các hệ quả xã hội nếu anh cưới người yêu gốc Á này. Vấn đề thành kiến về chủng tộc đã được nhắc đến nhiều lần trong vở kịch, đặc biệt là trong bài hát của đại úy, "You've Got to Be Carefully Taught" (Ta phải được dạy kỹ càng). Các nhân vật phụ, trong đó có một vai sĩ quan hài và bà mẹ của cô gái Bắc Kỳ, góp phần vào câu chuyện.
Lần sản xuất trên Broadway đầu tiên đã nhận được hưởng ứng nồng nhiệt từ khán giả lẫn giới phê bình, và trở thành vở nhạc kịch được biểu diễn lâu thứ nhì trên Broadway tính đến thời điểm đó (chỉ thua Oklahoma! trước đó cũng do Rodgers và Hammerstein sáng tác), và vẫn được thịnh hành đến nay. Vở nhạc kịch đã nhận mười giải Tony, trong đó có Nhạc kịch hay nhất, Nhạc hay nhất, Lời hay nhất, và cũng là vở nhạc kịch duy nhất đã nhận cả bốn giải diễn xuất. Album nhạc do các diễn viên nguyên thủy hát trở thành đĩa hát bán chạy nhất trong thập niên 1940, và các đĩa khác liên quan đến vở nhạc kịch cũng thịnh hành.

## Bối cảnh
Mặc dù giáo sư kiêm chủ bút James Michener không cần phải đi lính trong Chiến tranh thế giới thứ hai vì ông sinh ra trong giáo hữu Quaker (vốn chống các hoạt động quân dịch), ông đã gia nhập vào Hải quân Hoa Kỳ vào tháng 10 năm 1942. Mãi đến tháng 4 năm 1944 ông mới được đưa đến mặt trận Nam Thái Bình Dương, khi ông giao nhiệm vụ viết một bài về lịch sử của Hải quân tại Thái Bình Dương và được cho phép đi lại rộng rãi. Ông thoát chết trong một vụ tai nạn máy bay ở Nouvelle-Calédonie; trải nghiệm này đã làm động cơ thúc đẩy ông viết tiểu thuyết, và ông bắt đầu lắng nghe đến các câu chuyện mà các người lính kể. Một chuyến đi đã đưa ông đến Quần đảo Treasury, nơi mà ông tìm thấy một ngôi làng với "dân làng gầy gò và một con lợn" tên là Bali-ha'i. Ấn tượng với tên này, ông viết nó xuống và ít lâu sau bắt đầu ghi lại những câu chuyện bằng máy đánh chữ cũ kỹ. Tại một đồn điền trên đảo Espiritu Santo, ông gặp một phụ nữ có biệt danh là Bloody Mary (Mary Đẫm máu); bà này có thân hình nhỏ, rụng gần hết răng, và mặt bà dính đầy bã trầu đỏ. Học được những câu nói thô tục từ lính, bà luôn than phiền với Michener về chính quyền thuộc địa Pháp, vì họ không cho bà và những người chân đăng Bắc Kỳ khác về lại Việt Nam với lý do các đồn điền sẽ không còn người trông nom. Bà cho ông biết những kế hoạch chống thực dân của mình khi về lại Đông Dương. Những câu chuyện này, gộp lại thành Tales of the South Pacific (Những câu chuyện từ Nam Thái Bình Dương), đã đem lại cho ông Giai Pulitzer cho tác phẩm hư cấu năm 1948.
Có tổng cộng 19 câu chuyện trong Tales of the South Pacific. Những câu chuyện đứng độc lập nhưng xoay quanh sự chuẩn bị cho một chiến dịch của quân Mỹ nhằm đuổi quân Nhật ra khỏi một đảo gần đó. Chiến dịch này được gọi là Alligator, và diễn ra trong câu chuyện kề cuối "The Landing at Kuralei" ("Cuộc đổ bộ tại Kuralei"). Nhiều nhân vật tử trận trong trận đánh này - câu chuyện cuối cùng có tên là "The Cemetery at Huga Point" ("Nghĩa trang tại Huga Point"). Những câu chuyện được liên kết theo cặp theo chủ đề: câu chuyện đầu tiên và cuối cùng ngẫm lại những chuyện đã xảy ra, câu chuyện thứ nhì và thứ 18 đều nói về trận chiến, câu chuyện thứ ba và thứ 17 nói về việc chuẩn bị trận đánh, v.v. Riêng câu chuyện thứ 10 ở giữa thì không được liên kết với câu chuyện nào khác. Câu chuyện này tên là "Fo' Dolla", là một trong bốn tác phẩm mà sau này Michener đánh giá cao. Câu chuyện này đã thu hút sự chú ý của Rodgers and Hammerstein vì khả năng được chuyển thể đến sân khấu.
"Fo' Dolla' ", một phần lấy bối cảnh trên đảo Bali-ha'i, kể về mối tình giữa một cô gái Bắc Kỳ tên Liat và một người Mỹ, chàng Đại úy Hải quân Joe Cable, tốt nghiệp Đại học Princeton, con của một gia đình giàu có ở Philadelphia. Sau khi mẹ của Liat là Bloody Mary ép anh cưới cô, Cable đã từ chối vì anh tin rằng gia đình và tầng lớp thượng lưu ở Philadelphia. Anh đi tham gia trận đánh (và tử trận) và Bloody Mary tiếp tục với kế hoạch khác là cho Liat cưới một ông chủ đồn điền người Pháp giàu có trên đảo. Trong câu chuyện, Cable đã phải đối đầu với sự phân biệt chủng tộc của chính mình: ông có thể vượt qua nó để yêu Liat, nhưng không đủ để đưa cô về nhà.
Một nguồn khác của nhạc kịch là câu chuyện thứ tám "Our Heroine" ("Anh thư của chúng ta"), đã được liên cặp theo chủ đề với câu chuyện thứ 12, "A Boar's Tooth" ("Một răng lợn"), cả hai nói về người Mỹ tiếp xúc với văn hóa bản địa. "Our Heroine" kể về mối tình giữa cô y tá hải quân Nellie Forbush, từ vùng nông thôn Arkansas, và một ông chủ đồn điền giàu có và tinh vi người Pháp tên là Emile De Becque. Sau khi yêu Emile, Nellie (được giới thiệu ngắn gọn trong câu chuyện thứ tư, "An Officer and a Gentleman") mới khám phá ra rằng Emile đã có tám người con gái, sinh ra ngoài giá thú với một số phụ nữ bản địa. Michener cho độc giả biết rằng đối với Nellie, "bất cứ ai... không phải là da trắng hay da vàng là nigger (mọi da đen)", và tuy cô chấp nhận hai đứa con lai Pháp-Á đang sống trong nhà Emile, cô rất nhạc nhiên đối với hai đứa còn lại, vì đây chính là bằng chứng ông đã sống chung với một phụ nữ Polynesia da ngăm đen. Cô hết lo âu khi biết được rằng phụ nữ này đã hết, nhưng cô đã làm nguy hại đến mối quan hệ với Emile khi cô không thể chấp nhận được rằng Emile "đã có con nigger." Cuối cùng Nellie đã vượt qua những cảm tưởng của mình và trở lại để kết hôn với Emile.
Nhiều yếu tố của South Pacific cũng có nguồn gốc trong 19 câu chuyện của Michener. Một câu chuyện giới thiệu nhân vật Bloody Mary; một câu chuyện khác kể về một điệp viên người Anh đang trốn trong đảo đang bị Nhật chiếm đóng và đã đưa tin tức về các hoạt động của quân Nhật cho quân Đồng Minh qua radio. Michener phỏng nhân vật này theo Đại úy Martin Clemens, một người Scotland; khác với nhân vật hư cấu, ông đã sống sót sau cuộc chiến. Các câu chuyện cũng kể về sự chờ đợi tưởng như không ngừng trước các trận đánh, và các nỗ lực của lính Mỹ để tìm thú tiêu khiển; đây là nguồn cảm hứng cho bài hát "There Is Nothing Like a Dame". Một số câu chuyện khác liên quan đến Seabee Luther Billis, trong nhạc kịch đóng vai trò hài hước và cũng cột lại những tình tiết diễn ra giữa những nhân vật không liên quan nhau.

## Quá trình sáng tác
Sau thành công vang dội với các vở kịch Oklahoma! (1943) và Carousel (1945), nhà soạn nhạc Richard Rodgers và người viết lời đang tìm một tác phẩm mới để chuyển thể trên sân khấu Broadway. Sau khi đạo diễn Joshua Logan và Leland Hayward, chỉ Rodgers and Hammerstein đến tác phẩm của Michener, hai người đồng ý làm một dự án. Michener đồng ý nhượng bản quyền của tác phẩm để lấy 1% doanh thu từ nhạc kịch.

## Nội dung
Vở nhạc kịch lấy bối cảnh một hòn đảo ở Nam Thái Bình Dương thời Chiến tranh thế giới thứ hai.

### Màn I

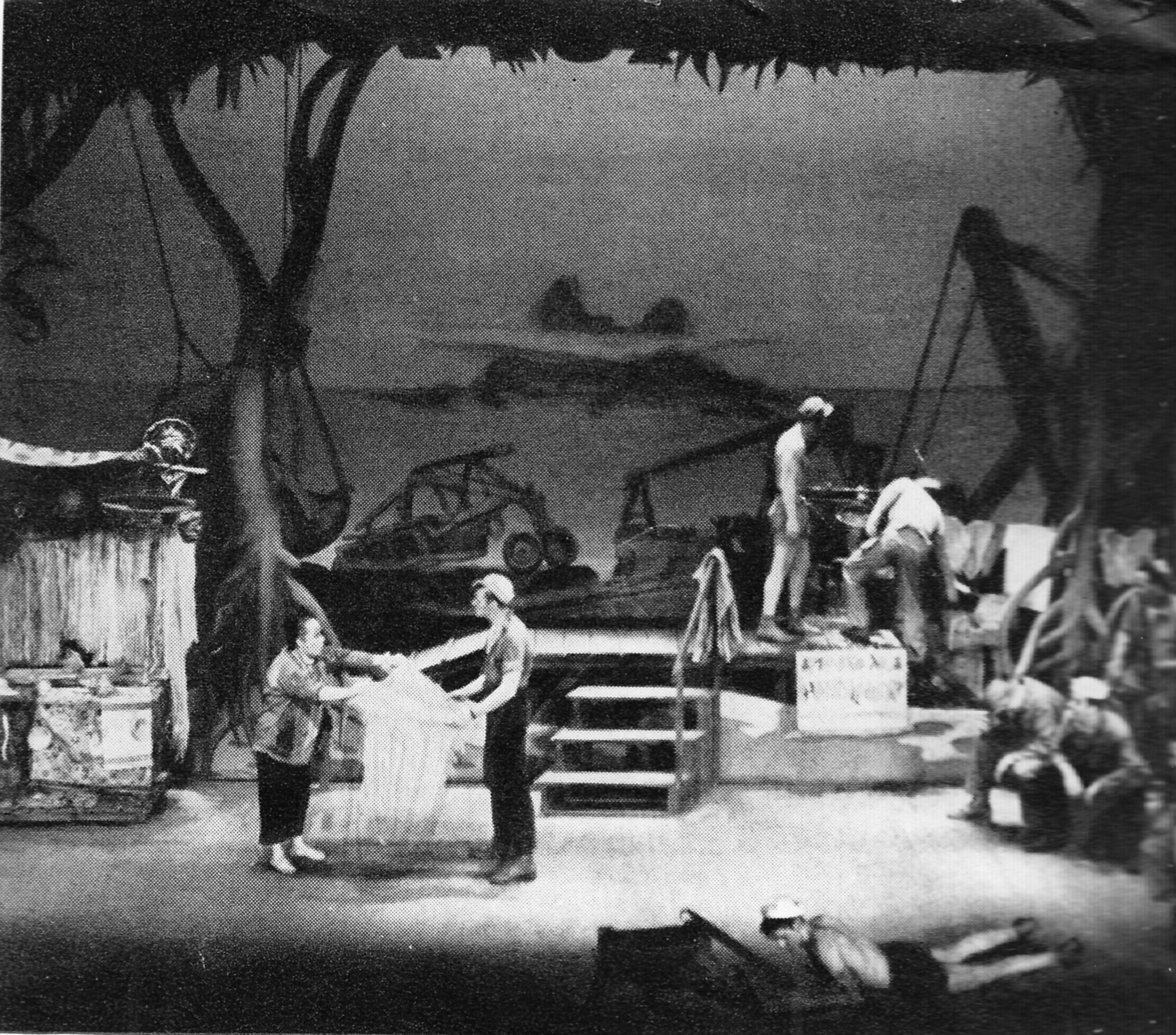
Billis (Myron McCormick) và Bloody Mary (Juanita Hall) trả giá váy cỏ với đảo Bali Ha'i ở phía sau

Vở kịch mở màn với hình ảnh hai đứa trẻ lai Polynesia tên Ngana và Jerome đang chơi đùa với nhau ("Dites-Moi"). Đó cũng là buổi uống trà hàn huyên giữa Thiếu úy Nellie Forbush - một cô y tá trong Hải quân Hoa Kỳ quê ở Little Rock, Arkansas và ông chủ đồn điền trung niên người Pháp Emile de Becque. Dẫu biết ai nấy đều đang lo lắng về kết quả cuộc chiến, Nellie lạc quan cho rằng mọi thứ rồi sẽ tốt đẹp ("A Cockeyed Optimist"). Tuy quen nhau chưa lâu nhưng Emile và Nellie đều đã phải lòng đối phương ("Twin Soliloquies"). Ngay sau đó, Emile thổ lộ tình cảm với Nellie, hồi tưởng về lần đầu gặp nhau, phải lòng nhau từ những phút giây đầu tiên ("Some Enchanted Evening"). Nellie hứa rằng sẽ suy nghĩ về chuyện này rồi trở về bệnh viện. Emile gọi Ngana và Jerome đến. Hóa ra hai đứa trẻ này là con của Emile mà Nellie không hề hay biết.
Nhóm lính hải quân do Luther Billis cầm đầu ca cẩm vì thiếu hơi đàn bà (các nữ y tá hải quân là sĩ quan nên không tính). Trên đảo chỉ có một nữ thường dân - một bà tuổi trung niên người Bắc Kỳ, làm nghề bán váy cỏ được toán lính đặt cho biệt danh là "Bloody Mary" ("Mary Đẫm máu"). Bà chào hàng với đám lính bằng giọng mỉa mai, tán tỉnh, cợt nhả ("Bloody Mary"). Billis nói rằng anh muốn đến đảo Bali Ha'I để chứng kiến nghi lễ răng lợn nhưng không được phép thuê thuyền vì không phải là sĩ quan. Thấy thế, nhóm lính xung quanh liền trêu chọc, nói rằng thực chất Billis muốn đến đó là để ngắm gái ("There Is Nothing Like a Dame").

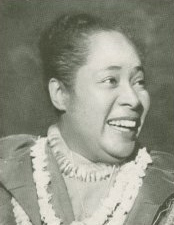
Juanita Hall trong vai Bloody Mary trong lần sản xuất đầu tiên.

Từ Guadalcanal, Đại úy Hải quân Cable hạ cánh xuống hòn đảo. Bloody Mary tìm cách mời Cable đến đảo "Bali Ha'i", ẩn ý rằng đó là một nơi đặc biệt dành riêng cho anh. Thấy thế, Billis bèn thúc giục Cable. Cable đến gặp mặt các cấp trên là hạm trưởng George Brackett và Commander William Harbison để bàn bạc về nhiệm vụ của mình. Địa điểm thi hành nhiệm vụ là hòn đảo Marie-Louise. Biết rằng Emile từng sống ở đó nên họ muốn Emile tháp tùng Cable. Họ mời Nellie đến và nhờ cô hỏi han về xuất thân của Emile, chẳng hạn như về quan điểm chính trị và lý do ông rời bỏ Pháp. Họ nghe phong phanh rằng Emile từng sát hại một người, nếu thật vậy thì Emile sẽ bớt đáng tin.
Sau một hồi ngẫm nghĩ và cân nhắc, Nellie kết luận rằng mình vẫn chưa biết nhiều về Emile, quả quyết rằng sẽ từ chối ("I'm Gonna Wash That Man Right Outa My Hair"). Liền ngay sau đó, Emile đột ngột xuất hiện và mời Nellie đến dự một buổi tiệc để giới thiệu cô với bạn bè, cô nhận lời. Emile tỏ tình với Nellie và cầu hôn cô. Khi cô hỏi quan điểm của Emile về chính trị, ông trình bày một số quyền tự do phổ thông và giải thích rằng mình rời bỏ Pháp sau khi vô tình đánh chết một kẻ bắt nạt mình. Sau khi Emile đi mất, Nellie vui sướng hát về nỗi lòng mình ("I'm in Love with a Wonderful Guy").

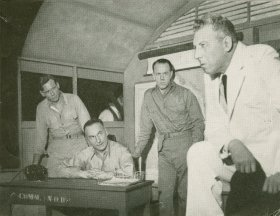
Emile (Pinza) phân vân có đi với Cable (William Tabbert) hay không

Nhiệm vụ của Cable là đổ bộ vào hòn đảo Marie-Louise do Nhật chiếm giữ và báo cáo về hoạt động của các tàu phe Nhật. Bên Hải quân nhờ Emile làm người dẫn đường cho Cable, nhưng ông từ chối vì dự định chuẩn bị lập gia đình với Nellie. Nhiệm vụ đi vào chỗ bế tắc nên Cable được nghỉ phép. Billis bèn lấy tàu chở Cable đi Bali Ha'i. Tại đó, Billis tham gia nghi lễ bẻ răng lợn rừng của người bản xứ, còn Bloody Mary kết tóc se duyên Cable với cô con gái tên Liat. Đôi nam nữ nói chuyện với nhau bằng thứ tiếng Pháp bập bẹ, phải lòng nhau và quấn quít lấy nhau ("Younger Than Springtime").
Chiều tà, Billis và những người khác đã sẵn sàng rời khỏi đảo nhưng phải đợi Cable vì vẫn đang đắm đuối với Liat ("Bali Ha'i" (Reprise)). Ở buổi tiệc, các ký ức hạnh phúc thuở mới yêu nhau ùa về với Emile và Nellie ("I'm in Love with a Wonderful Guy", "Twin Soliloquies", "Cockeyed Optimist" và "I'm Gonna Wash That Man Right Outa My Hair"). Emile giới thiệu Jerome và Ngana với Nellie. Mặc dù thấy hai đứa trẻ dễ thương, Nellie bàng hoàng khi biết rằng đó là con của ông với người vợ quá cố, một người Polynesia da đen. Không thể vượt qua những thành kiến về chủng tộc, Nellie vội vã rời đi ("Some Enchanted Evening" (Reprise)).

### Màn II

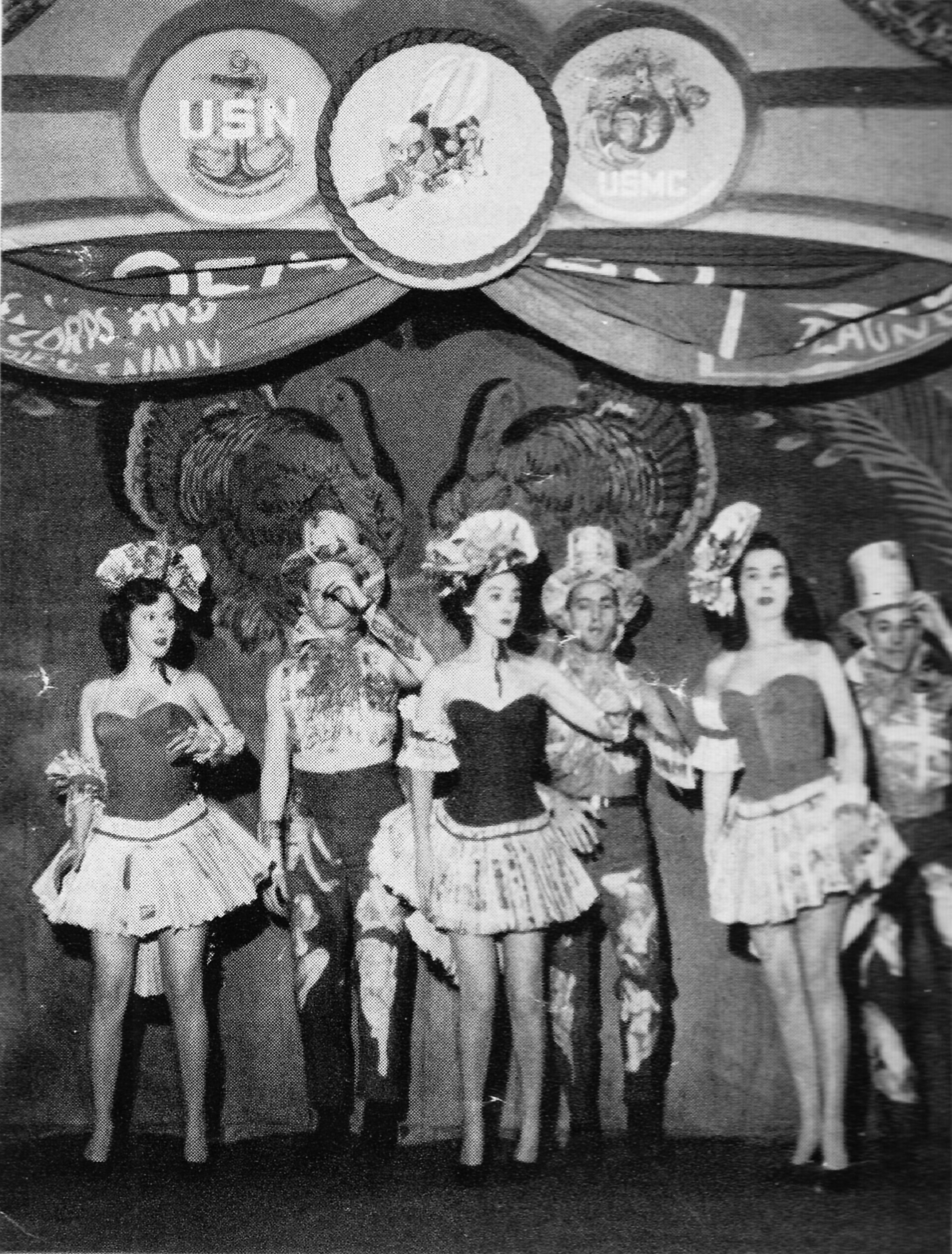
Nhảy múa "Thanksgiving Follies", trong lần sản xuất đầu tiên.

Vào ngày Lễ Tạ ơn, các lính và y tá tham gia một cuộc dạ vũ mang tên "Thanksgiving Follies". Trong tuần trước đó, một cơn dịch sốt rét đã đến đảo Bali Ha'i. Vì đã đến Bali Ha'i nhiều lần để gặp gỡ với Liat, Cable cũng đã phát bệnh, nhưng cũng đã rời bệnh viện để tìm đến với Liat. Biết được Liat và Cable quấn quýt bên nhau, Bloody Mary cảm thấy rất vui mừng. Bà khuyến khích họ tiếp tục sống trong vô tư trên đảo ("Happy Talk") và kêu gọi họ kết hôn. Cable nhớ đến các thành kiến của gia đình mình, cho biết anh không thể kết hôn một cô gái Bắc Kỳ. Tức giận, Bloody Mary đưa cô con gái đi, và nói với Cable rằng cô sẽ phải cưới một người chủ đồn điền già hơn nhiều. Cable than khóc cho sự mất mát của mình. ("Younger Than Springtime" (Reprise)).